# Palmarès dell'Ipswich Town Football Club
L'Ipswich Town Football Club, meglio noto come Ipswich Town, è una società calcistica inglese con sede nella città di Ipswich, nella contea del Suffolk.
Nella stagione 1961-1962, all'esordio assoluto in massima serie, vinse il primo e, ad oggi, unico campionato della sua storia. Il periodo di maggior successo del club fu però tra la fine degli anni settanta e l'inizio degli anni ottanta, sotto la guida di Sir Bobby Robson, quando vinse la FA Cup (1977-1978) e la Coppa UEFA (1980-1981).

## Competizioni nazionali
- Campionato inglese: 1

1961-1962
- Coppa d'Inghilterra: 1

1977-1978
- Campionato inglese di seconda divisione: 3

1960-1961, 1967-1968, 1991-1992
- Third Division South: 2

1953-1954, 1956-1957
- Southern Football League: 1

1936-1937

## Competizioni regionali
- Suffolk Premier Cup: 5

1968, 1969, 1970, 2007, 2010
- Suffolk Senior Cup: 16

## Competizioni internazionali
- Coppa UEFA: 1

1980-1981
- Texaco Cup: 1

1972-1973

## Competizioni giovanili
- FA Youth Cup: 3

1972-1973, 1974-1975, 2004-2005
- Milk Cup: 1

2022 (Under-18)

## Competizioni amichevoli
- Uhrencup: 1

1963
- Torneo di Amsterdam: 1

1991

## Altri piazzamenti
- Campionato inglese:

Secondo posto: 1980-1981, 1981-1982
Terzo posto: 1974-1975, 1976-1977, 1979-1980
- Coppa d'Inghilterra:

Semifinalista: 1974-1975, 1980-1981
- Coppa di Lega inglese:

Semifinalista: 1981-1982, 1984-1985, 2000-2001, 2010-2011
- Community Shield:

Finalista: 1962, 1978
- Full Members Cup:

Semifinalista: 1986-1987
- Campionato inglese di seconda divisione:

Secondo posto: 2023-2024
Terzo posto: 1998-1999, 1999-2000, 2004-2005
- Third Division South:

Terzo posto: 1955-1956
- Football League One:

Secondo posto: 2022-2023
- UEFA Fair Play ranking: 1

2001-2002